# HK Rapid
HK Rapid (ukrainska:XK Рапид) var en ishockeyklubb från Kiev, Ukraina, som spelade i Ukrainian Hockey Extra League säsongen 2015/2016. Klubben bildades 2015, först under namnet Generals Kiev-2, då klubben är tänkt att verka som ett farmarlag åt Generals Kiev. Företaget Prag Car (officiell återförsäljare av Škoda i Ukraina) vann ett anbudsförfarande för rätten att namnge laget. Laget gjorde endast en säsong i ligan innan det lades ned.